# 心身問題
心身問題（しんしんもんだい、英語：Mind–body problem）とは哲学の伝統的な問題の一つで、人間の心と体の関係についての考察である。この問題はプラトンの「霊―肉二元論」にその起源を求めることも可能ではあるが、デカルトの『情念論』(1649年)にて、いわゆる心身二元論を提示したことが心身問題にとって大きなモメントとなった。現在では心身問題は、認知科学・神経科学・理論物理学・コンピューターサイエンスといった科学的な知識を前提とした形で語られている。そうした科学的な立場からの議論は、哲学の一分科である心の哲学を中心に行われている。
本稿では、デカルトの時代における心身問題の議論から、心の哲学による科学的な心身問題の議論に至るまでの、大きな流れを記述する。

## デカルトの心身二元論

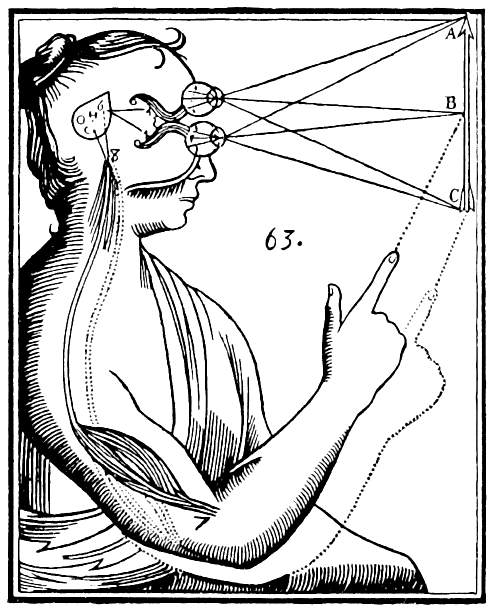
松果体の働きを説明するためにデカルトの「省察」でもちいられたイラスト

デカルトは心を「私は考える」 (cogito) すなわち意識として捉え、自由意志をもつものとした。一方、身体は機械的運動を行うものとし、かつ両者はそれぞれ独立した実体であるとした。ただし、このことは心と身体に交流がないことを意味しない。デカルトは精神と脳の最奥部にある(とされた)松果腺や動物精気、血液などを介して精神と身体とは相互作用すると主張している。

デカルトは、心身の交流が「精神の座」としての松果腺(glans pinealis)において、動物精気を媒介にして行なわれると考えた。しかしエリザベートは、こう鋭く質問した。
| 「 | ｢全く物体性を持たぬ精神が、いかように物体(身体)の運動を決定する、ということは矛盾ではないのか｡一物体の運動の決定は他の物体によって為される、従って後者は前者と｢接触｣し且つ｢延長｣を有するものでなければならない｡しかるに、精神が動物精気の運動を決定するという時には、それは物体に直接に働きかけるのであるから、｢接触｣は起こっているはずであるのに、今一つの条件たる｢延長｣は精神に帰せられていない｡これは不可解である｡むしろ精神自体もある延長を有するものとすべきではないか｣ | 」 |

エリザベートの批判は、まさに「等しきものは等しきものによって」説明されるべき限り、心身の相関関係において、心が身体に影響を及ぼす以上、身体という物体に物理的影響を与えうるものはそれ自身精神(心)も何らかの物質的存在性を有さねばならないという正当な根拠に基づくものである。デカルトは、エリザベートにこう返書した。
| 「 | 「私は、嘘いつわりなく申し上げますが、王女様の御質問は、私が今まで出版した書物を読んで後、私に対して発しうる最も理にかなった御質問であると思います｡なんとなれば、人間精神には二つのこと、一つは精神が思惟すること、他は精神が身体に合一していて、それに働きかけ働かれる(agiretpatir)こと、が属するが、後者については私は殆んど何事も論じておらず、専心ただ前者について世人の理解の徹底に努めてきたが､それというのも私の主たる目論見が、魂と肉体の区別を実証することにあったからです｣ | 」 |

さてデカルトは、「思惟」と「延長」及び「心身合一」を三種の「原始的観念」とする。そして、「心身合一」の観念は、「思惟」や「延長」とちがい、それらに還元できない原始的なものであり、それの派生観念として「力」の観念がある。つまりデカルトは、形而上学的なレベルでは、心身分離のテーゼを堅持し、日常的な生のレベルでは、心身合一のテーゼを是認するのである。デカルトは、心身問題を「心において受動(情念)なるものは、身体においては一般に能動である」という立場から,『情念論』』(les Passions de l'Ame)で主題的に論及している。『情念論』が、心身の実在的区別と心身の相互作用とがどうして矛盾ではないのかという難問の解決になっていないにしても、デカルトが心身問題を人間存在の情念(Passion)に、即ち感情に解決の方向を見出したことは、それ以後の展開を考えると示唆的である。
機械論・唯物論
デカルトによる生命の機械論的解釈をさらに徹底化させたラ・メトリー(1709年 - 1751年)ら機械論や唯物論の見地に立てば、感情などの心の現象も生物学・化学的な作用であるため、心と体という分離自体がナンセンスである――なぜなら、「心」は「体」の脳の機能によって発生したものである以上、心は独立した実体などではなく、脳によって作り出されたものであるから――とされる。

## スピノザとライプニッツ
スピノザは、『エチカ』(1677年)の中で、デカルトを批判した。
| 「 | 「これがかの有名な人の見解である｡もしこの見解がこれほど尖鋭でなかったならば、私はそれがかくも偉大な人から出たとは殆んど信じなかったであろう」 | 」 |

スピノザの非難する理由はこうである。
| 「 | 「一体彼〔デカルト〕は、精神と身体との結合を如何に解しているのか｡……彼は精神を身体から裁然と区別して考えていたので、この結合についても、また精神自身についても、何らの特別な原因を示すことが出来ないで、全宇宙の原因へ、即ち神へ、避難所を求めざるを得なかったのである」 | 」 |

心身問題に対するスピノザの解決策は、「観念の秩序と連結は物の秩序と連結と同一である(Ordo et connexio idearum idem est, ac ordo et connexio rerum.)」という物心平行論、従って心身平行論である。つまり現実の円と、この円の観念とは「同一物であり、それが異なる属性によって説明される」のである。「人間精神を構成する観念の対象は身体である」。従って、「我々の精神の対象は存在せる身体であって、他の何物でもない」。そして存在せる身体の観念は人間精神である。同一の人間存在を、思惟という属性の下に解すれば「精神」であり、延長という属性の下に解すれば「身体」である。従って「我々の身体の能動と受動の秩序は、本性上、精神の能動と受動の秩序と同時である」。
これに対して、ライプニッツは心身問題を有名な「予定調和説」によって説明した。「精神と身体とが一致するのは、あらゆる実体の間に存する予定調和による為であり、それはまた実体が元来悉く同一宇宙の表現だからである」。ライプニッツは、心身関係を二つの時計の比喩で説明する。時計の製作者が優秀であればあるほど、相互に何の因果関係もない二つの時計が、時刻がぴったり完全に一致するように製作可能である。ましてそれが神であれば、それは完全無欠である。「今この二つの時計の代りに、精神と身体とを置いて見る」。精神と身体との間には、デカルトが明らかにしたように、何の相互作用も実際には存しないにも拘らず、神の予定調和によって、心身間の相互関係は、あたかも直接に対応し合っているかのように、成立する。ライプニッツによると、予定調和説とは「神が初めに精神又は他のあらゆる事象的統一体を創造した際に、その精神に生ずる全てのことが、精神そのものから見ると完全な自発性によっていながら、しかも外界の事象と完全な適合を保って精神そのものの奥底から出てくるような具合にしておいたのである」とする説である。
しかし、ライプニッツの予定調和による心身問題の説明は神学的な想定による説明であり、それ以上の解明が不可能であり、少しも生産的な考察をもたらさない。

## ベルクソンとメルロ＝ポンティ
デカルト以来の心身二元論に基づく心身問題に、現代哲学の新しい観点からそれを克服する方途を提示したのは、奇しくも同じフランスの哲学者ベルクソンとメルロ＝ポンティである。
ベルクソンは、自ら物心二元論の立場に身を置きながら、物質と精神に独自の解釈を加えることによって心身二元論の難点を解消しようとするのである。彼はまず物質(matiere)、精神の内にのみ存在する表象と解する観念論の物質観と、我々の表象とは全く独立に存する物と解する実在論の物質観との「中間のもの」(michemin)と捉えるのである。ベルクソンはこれを「イマージュ」(image)と呼ぶ。だからイマージュとは、心像としては精神的であり、それ自体で存在する形像(物像)としては物質的であり、まさに中間的な存在物である。我々のまわりに存在する石、樹木、港、山はすべてイマージュとしての物質である。そして「私の身体」もやはりイマージュとしての物体である。ベルクソンによれば、知覚とは受動的のみならず、身体が能動的に世界に働きかける可能的運動とされている。だから物質がイマージュとすれば、物質の知覚とは身体に関与したイマージュの運動形態(一種のひろがりのあるもの)であることになる。「生ける知覚は単に受動的でなく、同時に能動的でもあるという二重構造をもっている」。つまり生ける知覚は、「記憶」の時間的持続を保持したものである。我々の生ける知覚においては、知覚と記憶の相互浸透が生起しており、この相互浸透が人間存在と世界の問に能動的一受動的な二重の関係構造を形成しているのである。ベルクソンによれば、私の身体とは、「受けては返される運動の通過地点であり、私に作用する事物と私が働きかける事物との連結線、一言でいえば、感覚＝運動的現象の座である」。
ベルクソンの哲学的心身論の独創性は、技能を修得する「身体」に特徴的に顕示されている身体現象の実相を、知覚に関して身体の生理的心理的メカニズムを一定の方向に習慣化させる「運動的図式」(le scheme moteur)を想定して見事に説明したことである。「運動的図式とは、解剖学的に知られる身心の生理心理的メカニズムの根底にあって、世界に対する行動的関わりを潜在的に形成し志向する見えざる作用だといってもいいだろう。身体のメカニズムは、そういう運動的図式によって賦活されることによって、はじめて生ける身体になるのである」。
ベルクソンは、デカルト的な心身二元論やスピノザ的な心身平行論を克服せんと試みて、心身がゆるやかに相互浸透し、結合し合う身体論を構築したが、彼の生ける身体論は、それ自身「ゆるやかな心身二元論」の域を超えるものではなかったといえる。
これに対して、メルロ＝ポンティはフッサールの現象学的方法を活用しつつ、ハイデガーの実存的人間存在論を取り込みながら、ベルクソンを超えるような方向で新たな身体論を試みたのである。彼は、「ベルクソンは、〔物心という〕二者択一を実際に乗り超える代わりに、その両項の間を揺れ動いている」と批判して、身体の主体的＝客体的な「両義性」(ambigu'ite)に基づく哲学的心身論を構想するのである。
メルロ＝ポンティは、ベルクソンが純粋記憶と純粋知覚、即ち空間的ひろがりのない「心」の在り方と時間的持続のない「物」の在り方とを二者択一的に対比して、その両項の問を動揺しながら、両者の交差点として身体を捉える考え方を批判しているのである。彼によれば、身体は、主体(心)としての意識存在性と客体(物)としての物質存在性という両義的存在性格を分割しがたい形で受肉化したものである。
メルロ＝ポンティはベルクソンを批判するが、しかし湯浅泰雄が適切に指摘するように、彼の考え方にはベルクソンの影響が大きいと言わざるをえない。ベルクソンは、「知覚と行動の統一性」の故に、身体を「感覚一運動過程」(processus sensori-moteurs)として捉えて、身体のメカニズムを習慣化させる「運動的図式」(le scheme moteur)を想定した。メルロ＝ポンティは、これに対して表層的な身体即ち「現勢的身体」(le corps actuel)を「感覚一運動回路」(un circuitsensori-moteur)として捉えて、その基底に深層的な身体即ち「習慣的身体」(le corps habituel)を想定し、その「習慣的身体」は身体のメカニズムを習慣化させる「身体的図式」(schema corporel)によって可能になるものとする。「私は、私の身体を、分割のさかぬ一つの所有のなかで保持し、私が私の手足の一つ一つの位置を知るのも、それらを全部包み込んでいる一つの身体的図式によってである」。
メルロ＝ポンティの身体論は、ハイデガーの実存的人間論を大きな契機としていることはよく知られている。ハイデガーは、『存在と時間』において、人間存在(menschliches Dasein)を「被投的投企」(geworfener Entwurf)としての「世界内存在」として捉えたが、ハイデガーの人間存在の存在構造分析は、和辻哲郎が正当に批判するように、時間意識存在に偏位するものであり、人間の身体性に見られる空間的な存在の側面が希薄であった。この意味では、メルロ＝ポンティの身体論は、ハイデガー的な人間存在論の時間的(意識的)存在性の底に、空間的(身体的)存在性の基層を見ており、哲学的心身論あるいは、人間存在論としてはより充実したものになっているといえる。
カントの心身論――自由と必然性の二律背反より
カントは『純粋理性批判』(初版1781年)の「純粋理性の二律背反」において、意志の自由と必然性のアンチノミーをあげている。これは心身問題を直接扱ったものではないが、心身論のもう一つの側面である自由と必然性の問題に焦点を当てていることから、広い意味での「心身論」に含める場合もある。

## 現代哲学における心身論
心身問題から心脳問題へ

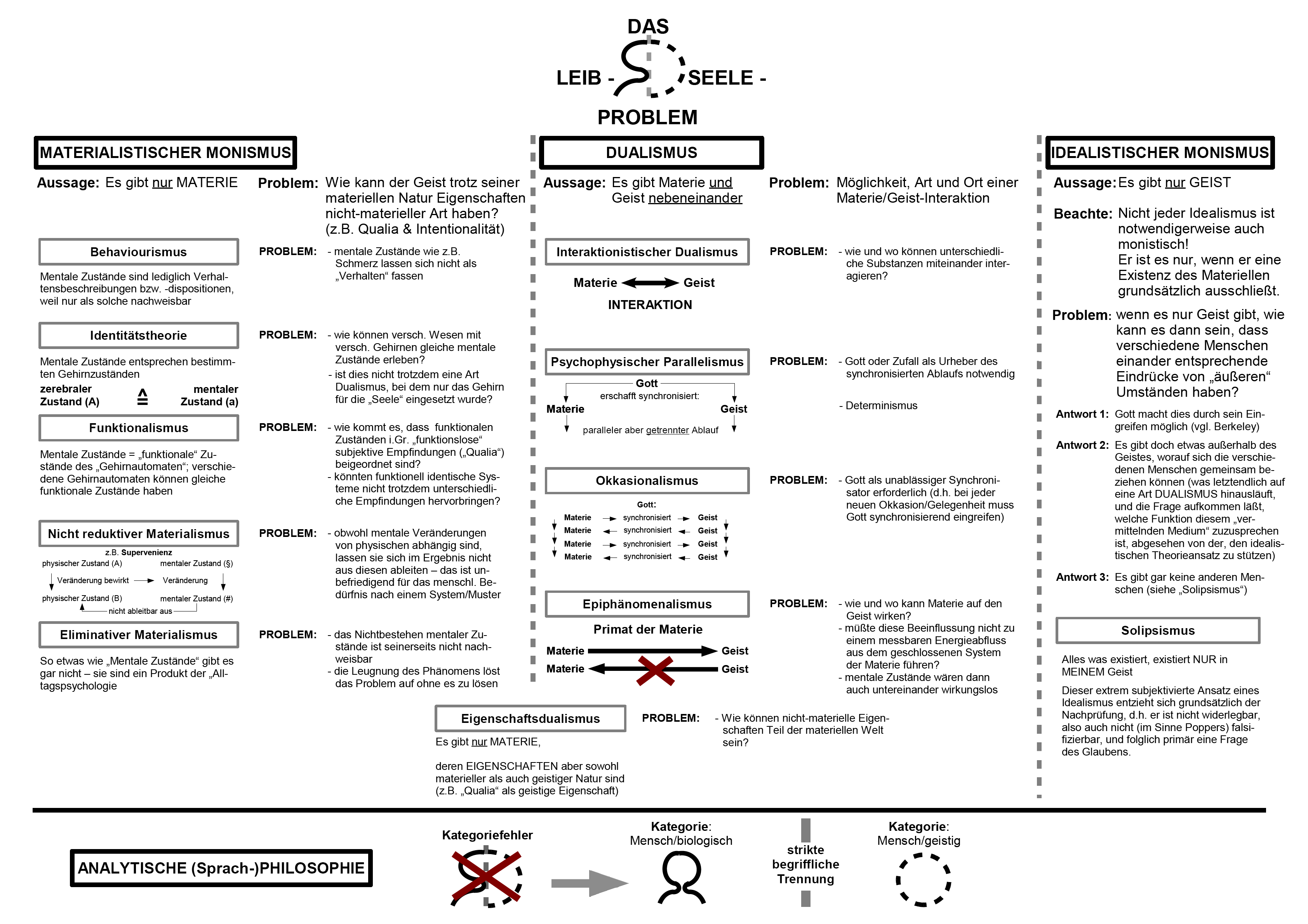
心身問題に対する様々な見解。

主に英米系の哲学においては、心身問題は心と体の問題ではなく心と脳の関係で論じられている。心脳問題として捉える立場には、機械論的唯物論に近い心脳同一説(あるいは精神物理的一元論、D・M・アームストロングなど)から精神の非物質性を擁護する創発主義的唯物論(M・ブンケ)まで、多くの理論や考察がある。
これらは認知科学、脳科学などの成果を基礎としたものであり、心の発生・作用における中枢神経系の機能を哲学に組み込んだものとして評価される一方、脳に帰すことのできない身体独自の機能を切り捨てた議論であるという批判も多い。
日本の哲学者たちの心身問題
現代日本において、心身論を扱ってきた哲学者としては市川浩、大森荘蔵、坂本百大、廣松渉らがいる。また、2001年には唯物論研究協会が学術誌『唯物論研究年誌第6号』において「こころとからだ」というタイトルで心身問題についての特集を組んだ。

## 科学における心脳問題

### 心脳一元論の仮説
現在の科学者に最も広く支持されている考え方は、大脳におけるニューロンの電気的活動に随伴して意識が生じるという仮説である。ニューロンの活動から心や意識が生じてくるという事を直接に裏付ける証拠はない。分離脳の研究や生理学者であるベンジャミン・リベットによる準備電位の研究などは、心脳一元論を示唆していると見る者もいる。
また脳内では極めて多様な働きが起こっている(視覚だけでも、色・形・動きなど30以上の領域に渡って情報が処理されている)にもかかわらず、「私」という意識が分裂することなく1つに統合されているのは何故か、という「結びつけ問題」がある。これらの問題については、以下のように様々な仮説が唱えられている。
スーザン・グリーンフィールドの仮説
オックスフォード大学のスーザン・グリーンフィールドは、人間の意識は脳内のニューロンのネットワークからなると主張している。ニューロンは大小無数のネットワークを構成しており、大きいネットワークになると数千万個のニューロンから構成されるものもあるが、そのうち最大のネットワークが人間の意識体験になる。身体の内部から生じるシグナルがニューロンのネットワークを変化させることで、人間は異なる意識体験をする。人間の意識が生じる仕組みそのものについては不明であるが、人間の経験に応じてニューロンの結びつきの強度や範囲が変化する事実は、この仮説を裏付けている。
フランシス・クリックとクリストフ・コッホの仮説
DNAの二重螺旋構造を発見したフランシス・クリックとクリストフ・コッホらは、人間の視覚に相関する神経活動に注目している。クリックとコッホは、ニューロンが40ヘルツ前後の周期で同期して活性化する事で、形・色・動きなどに応答する視覚意識が統合され、これが人間の意識の発生に関わってくるのではないかと推測している。この仮説を直接裏付けるような実験的証拠は殆ど得られていない。
ダニエル・デネットの仮説
タフツ大学の哲学者ダニエル・デネットによれば、脳は各種の入力刺激に応じて機械的・無意識的に出力を返す働きを持つ。そして、脳を指揮する「自己」や「主観的な意識」と言うものは存在しない。脳では複数のニューロンのネットワーク(モジュール)が活動しているが、これらが互いに競合や協調して増幅される結果、脳全体のニューロンが活動した状態になり、これが主観的な意識状態として経験されるとデネットは主張している。
ジェラルド・エーデルマンとジュリオ・トノーニの仮説
アメリカの生物学者であるジェラルド・モーリス・エデルマンとジュリオ・トノーニは、知覚のカテゴリー化に関する脳内の領域と、記憶や価値観に関与する領域の相互作用から、人間の意識体験に対応する脳内現象が生じると主張している。
心脳一元論への批判
脳のニューロンの働きが意識を生み出すという仮説においては、ニューロンが意識や思考の発現に「関与している」証拠は示されていても、ニューロンが意識や思考を「生じさせている」証拠は示されていない、と指摘されている。近年の神経科学的研究により明らかになっている事は、脳と心には「関連性」があるという事実であり、それは脳から心が生まれる因果関係を証明するものではない。

### 実体二元論の仮説
意識は脳と相互作用する事はあっても、意識自体はモノではなく、それ自体独立した存在である(実体二元論)と考える者も科学者の中には存在する。生理学者であるチャールズ・シェリントンは「人間は脳と心から成り立っているという可能性は、人間は脳のみから成るという考え方に比べて、可能性と言う点では特に差はないと思われる」と述べた。ワイルダー・ペンフィールドは晩年に「二元論的な仮説の方がより合理的なようだ」と著書に記している。フランスの哲学者であるアンリ・ベルクソンは、脳の役割は記憶を貯蔵し意識を生み出すのというものではなく、フィルターないしリミターであり、より広い領域から記憶を選択的に呼び出すものだという説を展開した。
ロジャー・ペンローズとスチュワート・ハメロフの仮説
ケンブリッジ大学の数学者ロジャー・ペンローズとアリゾナ大学のスチュワート・ハメロフは、意識は何らかの量子過程から生じてくると推測している。ペンローズらの「Orch OR 理論」によれば、意識はニューロンを単位として生じてくるのではなく、微小管と呼ばれる量子過程が起こりやすい構造から生じる。この理論に対しては、現在では懐疑的に考えられているが生物学上の様々な現象が量子論を応用することで説明可能な点から少しずつ立証されていて20年前から唱えられてきたこの説を根本的に否定できた人はいないとハメロフは主張している。
ジョン・エックルスの仮説
神経科学者であるジョン・C・エックルスは、意識体験を統合するのはニューロンではなく心であると主張した。心が外界とコミュニケーションを取るための装置が脳であるため、人間は脳からもたらされる情報を奴隷のように受け取るだけの存在ではなく、能動的に取捨選択を行い脳の活動を調整する存在であるとエックルスは述べた。
ルバート・シェルドレイクの仮説

元ケンブリッジ大学フェローであり、生物学者であるルパート・シェルドレイクは、記憶や経験は、脳ではなく、種ごとサーバーのような場所に保存されており、脳は単なる受信機に過ぎず、記憶喪失の回復が起こるのもこれで説明が付く、と述べている。

## 臨死体験と心脳問題
心停止状態にある人間の臨死体験を研究する事は心脳問題のアプローチと成り得る。臨死体験研究においては、脳機能が停止(あるいは極端に低下)し意識不明の状態にある患者が、明晰な意識や思考を保ったまま「身体から抜け出し」病室や遠隔地の光景を(意識回復後に)正確に描写する例などが存在する。明るい部屋に入り、電灯のスイッチをOFFにしても室内がまだ明るいままなら、光源は電灯の他にあると考えざるを得ない。従ってこうした臨死体験例は、心や意識が脳とは独立に存在する事を示唆していると捉える研究者も多い。
こうした立場によく見られる仮説として、脳を意識のフィルターあるいは変換器と捉える解釈がある。研究者のヴァン・ロンメルやエベン・アレグザンダー、東京大学医学教授の矢作直樹などの見解が挙げられる。
エベン・アレグザンダーの仮説
2012年10月、ハーバード大学の脳神経外科であるエベン・アレグザンダーは、かつては唯物論者であり心脳一元論者であったが、脳の病に侵され入院中に臨死体験により回復するという体験をした。退院後、体験中の脳の状態を徹底的に調査した結果、昏睡状態にあった7日間、脳の大部分は機能を停止していたことを確認した。また臨死体験中には、かつて顔も知らないまま生き別れになった姉に出会うなど、通常の脳機能では知覚し得ない情報も得られた。そうした体験から「脳それ自体は意識を作り出さない」だろうと述べている。。
ロジャー・ペンローズ・スチュワート・ハメロフの仮説
ロジャー・ペンローズとスチュワート・ハメロフは心脳問題と臨死体験の関連性について以下のように推測している。「脳で生まれる意識は宇宙世界で生まれる素粒子より小さい物質であり、重力・空間・時間にとわれない性質を持つため、通常は脳に納まっている」が「体験者の心臓が止まると、意識は脳から出て拡散する。そこで体験者が蘇生した場合は意識は脳に戻り、体験者が蘇生しなければ意識情報は宇宙に在り続ける」あるいは「別の生命体と結び付いて生まれ変わるのかもしれない。」
マリオ・ボーリガードの仮説
モントリオール大学の神経科学者マリオ・ボーリガードは臨死体験における心脳問題と関連して、「脳が損傷を受けたことにより人の精神機能に変化が起こったからといって、精神や意識が脳から生まれているという証明にはならない。プリズムを白い光が通過すると、分光が起こって様々な色のスペクトルが生じる。だが、これはプリズムがあるから光が違って見えるのであり、プリズムそのものが光源になっているわけではない。それと同じように、脳は人間の精神や意識の状態を受容し、変容させ、発現するが、そこが光源というわけではない」と述べている。
バーナード・カーの仮説
クイーンメリー大学のバーナード・カーによれば「人間の精神は別の次元と相互作用によるものであり、多次元宇宙は階層構造になっており、私たちがいる次元はその最下層にあたる」という。そして「少なくとも4つの次元が実際にあるが、このうち人間の物理的なセンサーは3次元宇宙にのみ働いている」「超常現象の存在は、精神がこの実体宇宙の中に存在しなければならないことを示唆している」と述べている。
前世記憶と心脳問題
臨死体験の関連研究として前世記憶の研究がある。仮に人間が前世の記憶を保持しているとすれば、それは肉体の死により意識が消滅せずに記憶が持ち越されたと考えられるため、心身二元論を支持している事となる。
前世記憶の研究者としてはヴァージニア大学のイアン・スティーヴンソンやジム・タッカーが挙げられる。イアン・スティーヴンソンは幼い子供が前世の記憶を持っていたとする事例を2000例ほど集め、様々な説(虚偽記憶説や作話説など)を検証した結果、「生まれ変わり説」を結論として受け入れている。ジム・タッカーは「物理世界とは別の空間に意識の要素が存在」し「その意識は単に脳に植え付けられたものではない」と自説を述べている。